# Atom-Smasher
Atom-Smasher è un personaggio dei fumetti pubblicato dalla Marvel Comics, di cui diversi personaggi hanno indossato i panni.
- Il primo è Ronald English, creato da Tony Isabella (testi) e George Tuska (disegni), è apparso la prima volta in Black Goliath n. 1 del febbraio 1976;
- Il secondo è Michael English, creato da Tom DeFalco (testi) e Ron Wilson (disegni), è apparso la prima volta in Marvel Two-in-One n. 85 del marzo 1982;
- Il terzo, il cui nome è sconosciuto, è stato creato da Len Kaminski (testi) e Kevin Hopgood (disegni), è apparso la prima volta in Iron Man (vol. 1[1]) n. 287 del dicembre 1992

## Biografia del personaggio

### Ronald English
Ronald English, nei panni di Atom-Smasher, fa la sua comparsa per la prima volta in Black Goliath n. 1 (gennaio 1976) a capo di una banda che deruba laboratori e magazzini in cerca di materiale radioattivo. Scienziato esperto nel nucleare, ha costruito un Radiatore nucleonico grazie al quale ha acquisito i suoi poteri: è in grado di trasformarsi in pura energia, di generare e lanciare radiazioni.
Nel loro primo incontro Golia Nero sconfigge senza grande sforzo la banda di Atom-Smasher ma viene a sua volta messo a terra dal criminale, che riesce a fuggire. Il loro secondo incontro va diversamente: l'eroe avvolge attorno ad Atom-Smasher un materiale che assorbe le radiazioni, impedendogli così di usare i suoi poteri. L'intervento di un cecchino che ferisce Golia Nero alla testa consente ad Atom-Smasher di liberarsi, ma il cecchino in realtà è lì proprio per lui e lo uccide con un sol colpo.
Il corpo di Atom-Smasher viene consegnato al Progetto Pegasus. Si scopre in seguito che Warhawk è stato assoldato dal fratello di Ronald, Michael English, che si impossessa del radiatore nucleonico e diventa il secondo Atom-Smasher.

### Michael English
Michael English è il fratello del primo Atom-Smasher (Ronald English). Anch'egli esperto scienziato nucleare, dopo la morte di Ronald, commissionata proprio da Michael a Warhawk, l'uomo ha utilizzato il Radiatore nucleonico ideato dal fratello per acquisire superpoteri: può trasformarsi in energia, creare e lanciare radiazioni.
Nella sua prima apparizione in Marvel Two-in-One n. 85 (1982), il criminale e la sua banda realizzano una serie di furti presso siti industriali. Donna Ragno riesce a individuarli ma viene tramortita dalle radiazioni di Atom-Smasher. Mentre in seguito cerca di rapinare le Industrie Stark a Los Angeles, la banda di criminali si scontra con la Cosa, che si trova in città insieme a Bill Foster, seriamente malato a causa delle radiazioni ricevute durante un combattimento con il primo Atom-Smasher. Anche in questa occasione Michael ha la meglio e tramortisce la Cosa.
L'uomo è ormai convinto di essere inarrestabile, anche grazie all'arma che è riuscito a costruire con il materiale rubato: il Neutralode, una macchina in grado di uccidere milioni di persone in un secondo sfruttando l'energia di Atom-Smasher. Il criminale intende così ricattare il mondo intero. Utilizzando un apparecchio creato da Bill Foster per individuare le radiazioni del criminale, Donna Ragno, la Cosa e lo stesso Bill Foster, nei panni di Giant-Man, uniscono le forze per fermare definitivamente Atom-Smasher: la Cosa è inarrestabile e sfrutta la sua forza per annientare i robotrons che English lancia loro contro; Donna Ragno, dal canto suo, ha sviluppato una immunità alle radiazioni di Atom-Smasher e i suoi raggi non riescono a scalfirla. Il criminale cerca allora di usare il Neutralode contro i tre supereroi ma non si accorge che lo strumento è stato danneggiato durante il suo scontro con Giant-Man. La macchina va in sovraccarico ed esplode e Atom-Smasher rimane ucciso.

### Leonardo
All'esterno dell'impianto di produzione nucleare della Stane International due guardie notturne individuano un intruso ma vengono incenerite da una esplosione che apre una breccia nel muro. All'interno dell'edificio altre due guardie subiscono la stessa sorte mentre una terza viene risparmiata perché informi i media dell'arrivo di Atom-Smasher.
Al mattino Jim Rhodey, richiamato con urgenza negli uffici della Stark Enterprises di cui fa parte anche la Stane Industries, apprende dalla CNN che Atom-Smasher intende distruggere l'impianto di produzione nucleare entro mezzanotte per porre termine a quella che lui definisce "era nucleare", che sta avvelenando il pianeta con materiali radioattivi. Mentre la zona viene evacuata e la sicurezza si appresta ad intervenire, Jim indossa l'armatura di War Machine ed entra in azione. Raggiunto l'impianto nucleare, si scontra con Atom-Smasher ma ha la peggio e rimane intrappolato sotto le macerie.
Il Pentagono decide infine di intervenire autorizzando la mobilitazione di FirePower con il codice Alfa Blu 7. FirePower entra senza timori nell'impianto nucleare e affronta Atom-Smasher. Nel frattempo il pavimento sotto a War Machine si sgretola e lui precipita in una specie di sotterraneo dove trova un deposito nascosto di rifiuti tossici radioattivi.
Atom-Smasher neutralizza FirePower ma viene bloccato da War Machine, che lo atterra e gli frantuma la maschera, rivelando un volto orrendamente sfigurato dalle radiazioni. Atom-Smasher rivela quindi di essere stato un dipendente dell'impianto e di aver scoperto per caso il deposito nascosto di rifiuti tossici radioattivi, con molti bidoni in pessime condizioni e pericolose fuoriuscite. L'azienda aveva cercato di sbarazzarsi di lui sparandogli e buttandolo in mare chiuso in un contenitore nucleare. Ma l'uomo si era salvato ed scoperto di aver acquisito poteri straordinari, probabilmente per essere entrato in contatto con la melma tossica ormai mescolata alla falda acquifera. Atom-Smasher spiega di voler far esplodere l'impianto come gesto dimostrativo per indurre i potenti della terra a fermare l'inquinamento radioattivo che sta uccidendo il pianeta.
War Machine comprende le intenzioni di Atom-Smasher e cerca di trovare un accordo, ma proprio quando sembra che i due riescano a intendersi FirePower fa irruzione e colpisce Atom-Smasher. War Machine interviene e, con un impulso elettromagnetico, riesce a disabilitare l'armatura di FirePower. Sfortunatamente anche la sua armatura rimane bloccata. Quando Atom-Smasher si riprende rimane colpito dal gesto di War Machine. I due riescono a trovare un accordo: Atom-Smasher rinuncia al suo piano terroristico e si allontana e in cambio Rhodey si impegna a nome della Stark Enterprises a trovare una soluzione al problema del nucleare.

## Poteri e abilità
Atom Smasher emetteva radiazioni atomiche, che proiettava sotto forma di calore, forza concussiva o semplici radiazioni. Le sue energie aumentavano la sua resistenza alla fatica. Poteva inoltre trasformarsi in pura energia.

## Traduzione del nome in italiano
- In italiano il personaggio è presentato con il nome originale in inglese, che è un composto dei sostantivi Atom (Atomo) e Smasher (chi fracassa, chi frantuma; forte colpo), negli anni settanta l'Editoriale Corno nelle prime edizioni di Thor e i Vendicatori scelse di ribattezzare in italiano il personaggio, chiamandolo "Distruttore-Atomico".
- Invece, per quanto riguarda la terza versione del personaggio (il cui nome è sconosciuto), negli anni novanta la Marvel Italia nelle prime edizioni di Iron Man scelse di ribattezzare il personaggio "Spacca-Atomi".